# クララ・セレーナ・ルーベンスの肖像
『クララ・セレーナ・ルーベンスの肖像』（クララ・セレーナ・ルーベンスのしょうぞう、独: Porträt der Clara Serena Rubens、英: Portrait of Clara Serena Rubens）は、フランドルのバロック期の巨匠ピーテル・パウル・ルーベンスが1616年ごろ、キャンバス上に油彩で制作した絵画で、ルーベンスと彼の最初の妻イザベラ・ブラントとの間の娘クララ・セレーナの5歳の姿を表している。ヨーロッパ絵画史上における子供の肖像画の最高傑作の1つである。おそらく1712年にリヒテンシュタイン候ヨハン・アダム・アンドレアスに購入され、現在、ウィーンのリヒテンシュタイン美術館に所蔵されている。

## 作品
17世紀には、子供の肖像画は以前ほど例外的ではなくなった。オランダとフランドルでは市民階級の子供たちが描かれることも稀ではなかった。ルーベンスが自分の子供たちの表情を捉えた素描やスケッチはモデル習作として描かれたものもあるが、その直截性と親密性においてきわめて新鮮な印象を与える。
スケッチ風の本作の肖像像は、ルーベンスの第1子で1611年3月に誕生したクララ・セレーナを描いたものと推定されている。5、6歳ごろに見える彼女の年齢も作品の制作年と矛盾しない。目じりの上がったばっちりとした目と額の生え際の形が母親のイザベラ・ブラントに非常によく似ている。残念なことに、クララ・セレーナは1623年10月にわずか12歳で世を去った。
ルーベンスは彼女の顔を目立させるために意図的に色彩を用いており、肌の暖かい色調が背景と衣服の灰褐色の色調から際立っている。クララ・セレーナの赤らんだ頬と鼻の上の白いハイライトは、活力と生命感の印象を伝えている。衣服がスケッチ風にしか描かれておらず、作品は一見して未完成のように見えるが、売却用ではなく私的に制作された肖像画には細部描写は必ずしも重要なものではなかった。ルーベンスは、ただ娘の顔の描写に焦点を当てているのである。